# Áreas protegidas de Tonga

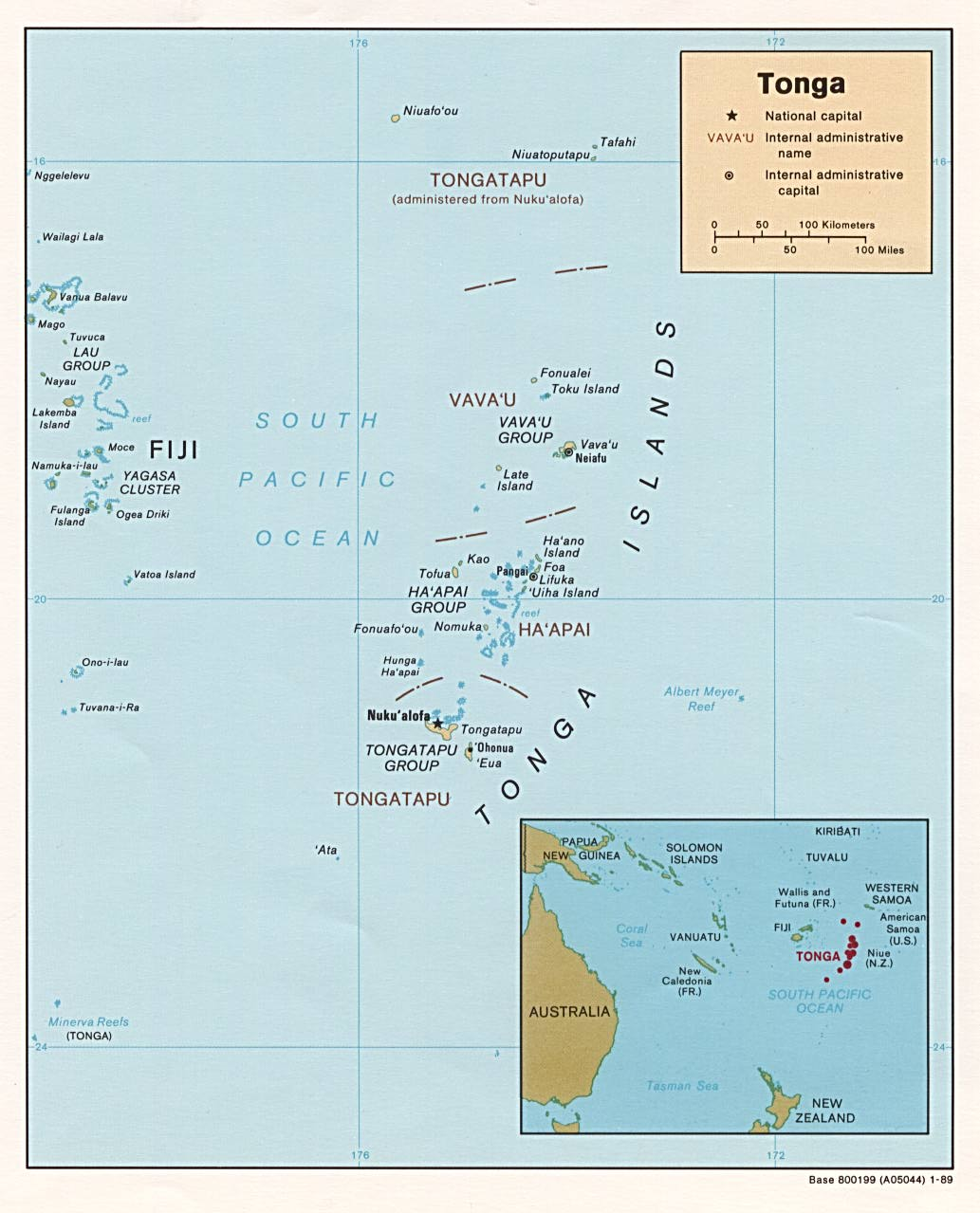
Mapa de Tonga

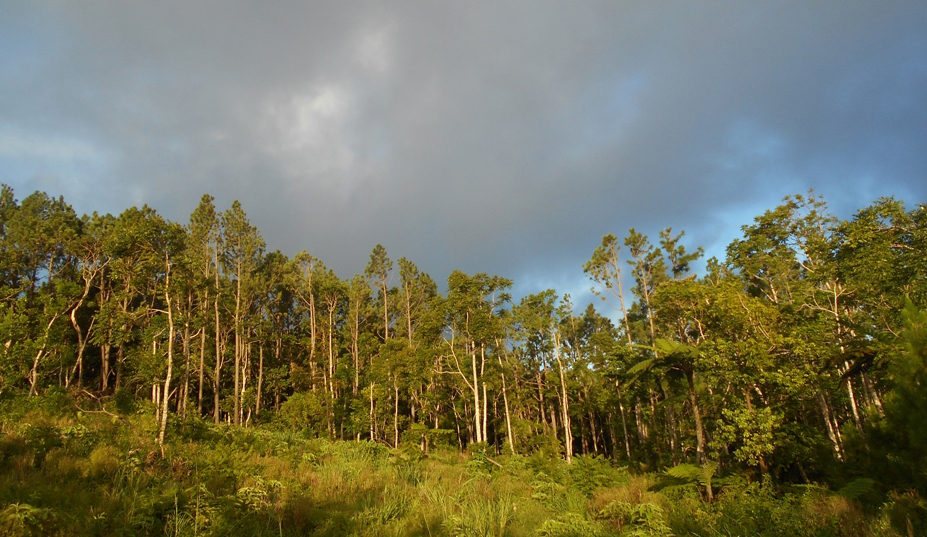
Parque nacional de 'Eua, en Tonga

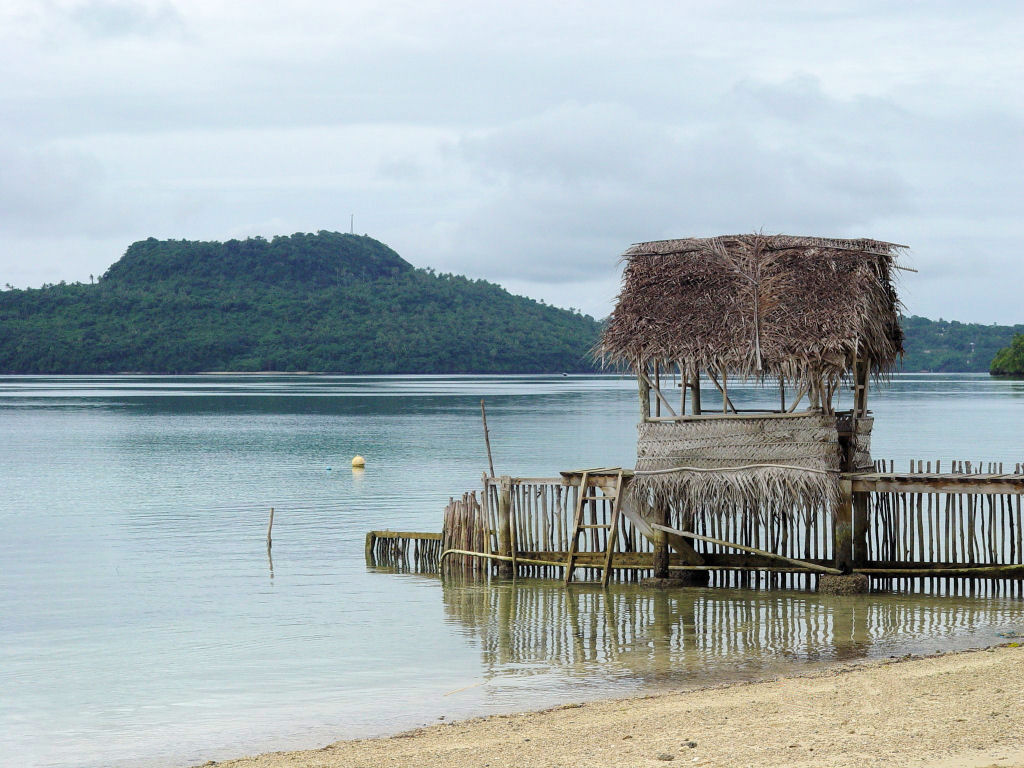
Playa de Vava'u

En Tonga, hay 50 áreas protegidas que ocupan 96,5 km² (kilómetros cuadrados) de superficie terrestre, el 12,6 % del país, y 390 km² de superficie marina, el 0,06 % de los 668 055 km² del país. De ellas, tres son parques nacionales, una es una reserva marina, una es una reserva natural, una es un santuario, once son reservas, tres son áreas de conservación, catorce son áreas de conservación comunitaria, seis son áreas de gestión especial, nueve son áreas de conservación de uso múltiple y una no está clasificada.

## Parques nacionales
- Parque nacional de 'Eua, 4,51 km² (kilómetros cuadrados), 21°24′06″S 174°54′27″W. Es el único parque nacional forestal de Tonga. Se halla en la costa este de la isla volcánica y montañosa de 'Eua. Forma una franja de unos 800 m (metros) entre la costa y una serie de acantilados llenos de cuevas.
- Parque nacional de Mounga Talau, 5 ha (hectáreas), en la cima del monte Talau, de 131 m, en la isla de Vava'u, junto al Puerto de Refuge. El grupo de Vava'u es un archipiélago al norte de Tonga con las típicas playas de arena, lagunas, cocotero, palmeras pandanas y plantaciones de banana.
- Parque nacional de la isla de Tofua, 54 km². La isla de Tofua es un volcán activo que se alza a 507 m s. n. m. (metros sobre el nivel del mar). La isla tiene 8 km (kilómetros) de diámetro y en el cráter hay un lago a solo 20 m de altitud. Hay fumarolas al norte de la isla. Aquí se produjo el motín del HMS Bounty en 1789.

## Santuarios

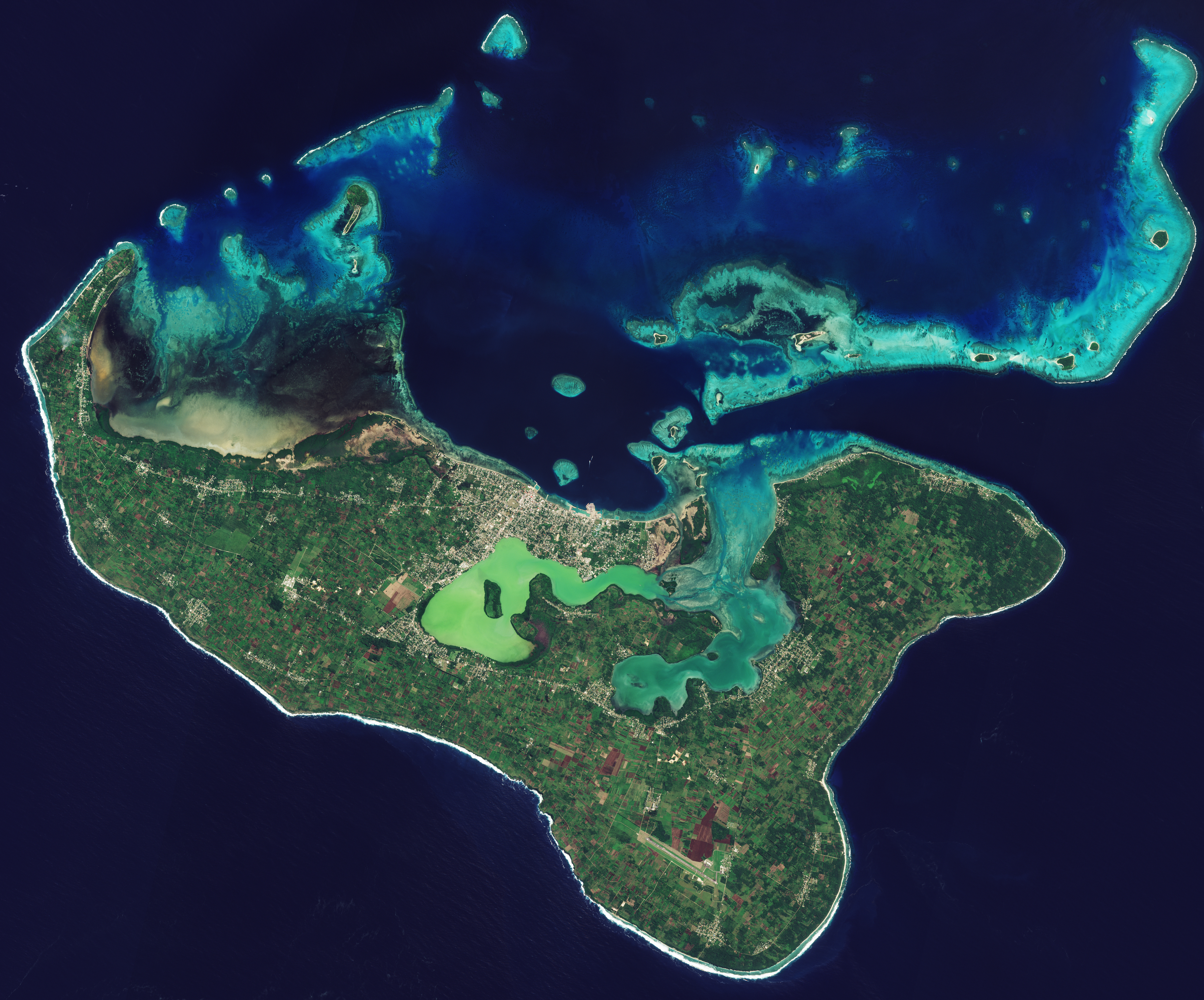
Isla de Tongatapu, donde se halla el santuario de Mounu Reef y la reserva marina de las lagunas de Fanga'uta y Fanga Kakau.

- Arrecife de Mounu, 50,6 ha (hectáreas), al norte de la isla de Tongatapu, frente a Nukualofa.[3] Hay coral negro y almejas gigantes.

## Reservas marinas
- Lagunas Fanga'uta y Fanga Kakau, en el interior de la isla de Tongatapu, abiertas al mar.

## Reservas
- Islas Lualoli, Taula y Maninita
- Mounga Talau
- Vaiutukakau
- Talehele
- Fonualei
- Hakaumama'o Reef, 159 ha (hectáreas)
- Pangaimotu Reef, 35 ha
- Ha'atafu Beach, 71 ha
- Monuafe Island Park y arrecife, 50 ha
- Reserva costera de Mui Hopo Hoponga, 89 ha
- Malinoa Island Park y arrecife, 91 ha

## Áreas de conservación
- 'Euaiki
- Teleki Tonga
- Teleki Tokelau

## Áreas de conservación comunitarias

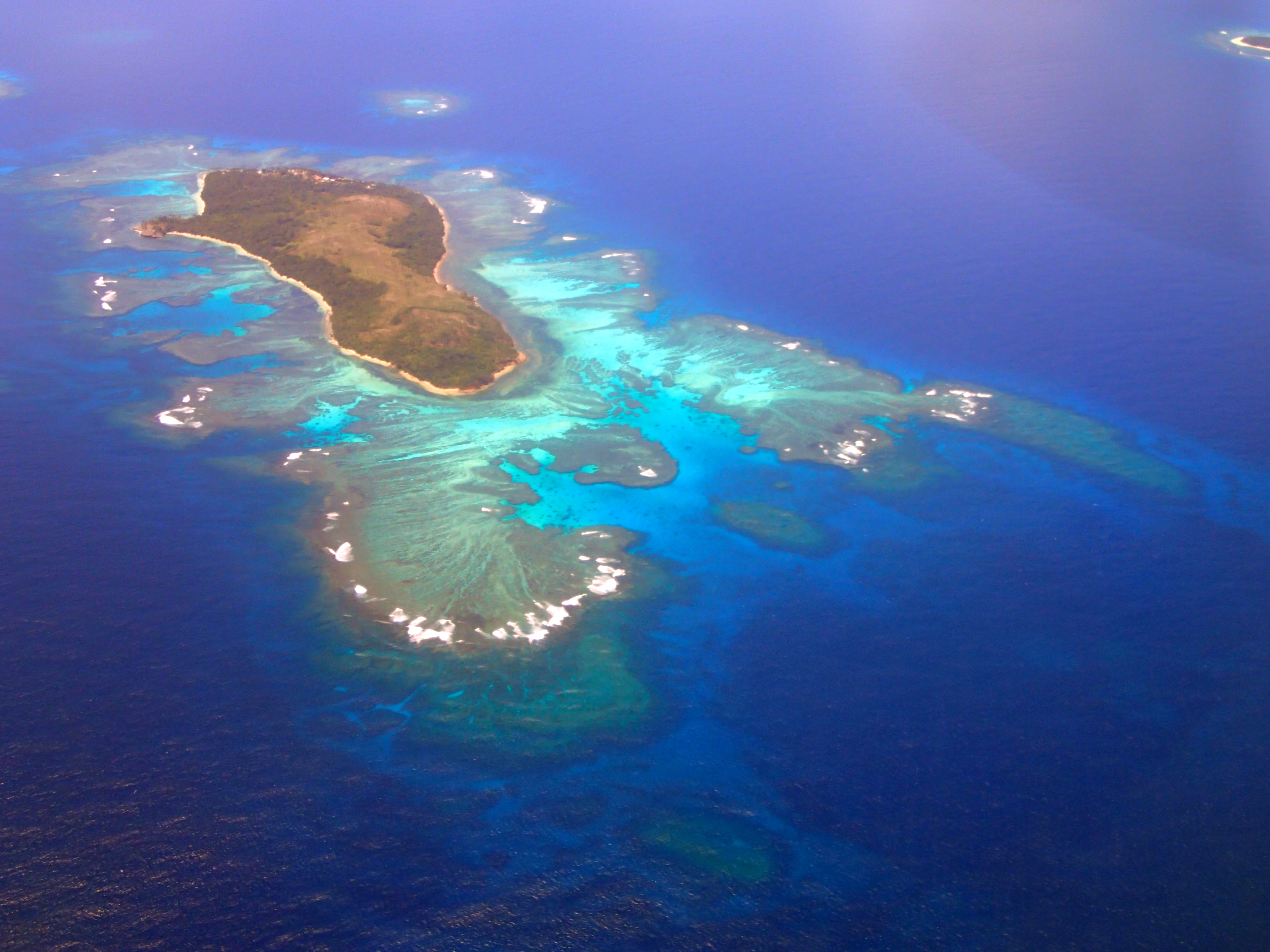
Isla de Mango, área de conservación comunitaria.

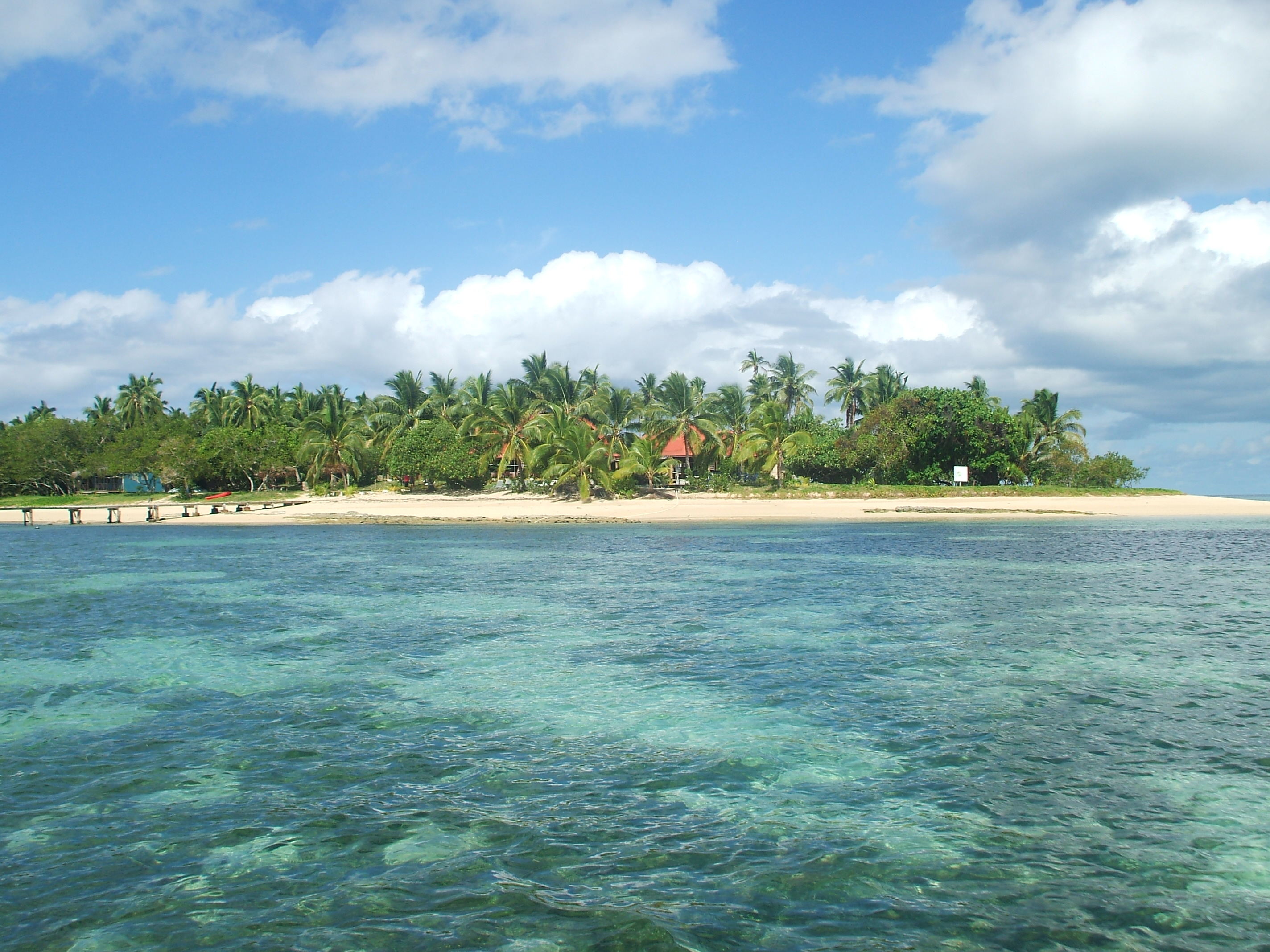
Isla de 'Atata

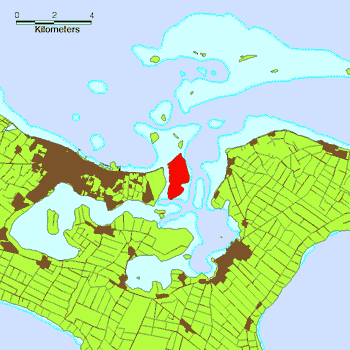
Área de conservación de uso múltiple de Nukunukumotu, en la isla de Tongatapu.

- Lape
- Hunga
- Talihau
- 'Utungake
- 'Utulei
- Taunga
- Isla de Ofu
- Koloa
- Kolonga
- Isla de Nomuka
- Islas Tonumea y Kelefesia
- Isla de Kotu
- Isla de Fonoifua
- Isla de Mango

## Áreas de gestión especial
- Isla de Fafa
- Tufuvai
- Lapaha
- Holonga
- Falevai
- Isla de 'Atata

## Áreas de conservación de uso múltiple
- Pangai
- Matuku
- Nukunukumotu
- Nukuleka
- Ha'afeva
- Isla de 'O'ua
- Felemea
- 'Ovaka
- 'Eueiki